# مارکو کروکیانتی
مارکو کروکیانتی (انگلیسی: Marco Crocchianti؛ زادهٔ ۱۸ فوریهٔ ۱۹۹۶) بازیکن فوتبال است.
از باشگاه‌هایی که در آن بازی کرده‌است می‌توان به باشگاه فوتبال اسپتزیا اشاره کرد.